# Tessa van Zijl
Tessa van Zijl (* 5. April 1996 in ’s-Gravenhage) ist eine ehemalige niederländische Handballspielerin, die zuletzt beim spanischen Erstligisten Club Balonmano Elche unter Vertrag stand.

## Leben
Tessa van Zijl wurde von 2013 bis 2017 an der niederländischen HandbalAcademie ausgebildet. Sie spielte bis 2014 beim Verein Verburch und wechselte dann für drei Jahre zum niederländischen Erstligisten Handbalvereniging Quintus. Im April 2017 konnte der HSG Blomberg-Lippe van Zijl für zunächst zwei Jahre verpflichten. Im Dezember 2018 wurde ihr Vertrag vorzeitig für weitere drei Spielzeiten bis 2022 verlängert. Zur Saison 2020/21 wechselte sie zur Borussia Dortmund. Mit Dortmund gewann sie 2021 die deutsche Meisterschaft. Im Sommer 2022 wechselte sie zum spanischen Erstligisten Club Balonmano Elche. Mit Elche gewann sie 2024 den EHF European Cup. Nach der Saison 2023/24 beendete sie ihre Karriere.
Tessa van Zijl war 2014 in Mazedonien Teil der niederländischen U18-Mannschaft und 2016 in Russland in der U20-Auswahl. Anschließend gehörte sie dem Kader der niederländischen A-Nationalmannschaft an.